# Hubert Schrade
Hubert Schrade (geboren 30. März 1900 in Allenstein, Ostpreußen; gestorben 25. November 1967 in Freiburg im Breisgau) war ein deutscher Kunsthistoriker. Als sein Hauptwerk gilt die 1932 erschienene Ikonographie der christlichen Kunst.

## Leben
Schrade studierte in Berlin und Heidelberg Germanistik, Philosophie und Kunstgeschichte und wurde am 9. November 1922 durch den Germanisten Max von Waldberg und den Kunsthistoriker Carl Neumann mit einer Arbeit über den Mystiker Abraham von Franckenberg in Germanistik promoviert. Bei Carl Neumann arbeitete er über Franz von Assisi und Giotto und habilitierte sich im Jahr 1926 mit einer Arbeit über Tilman Riemenschneider. Seit dem Wintersemester 1926/27 war er an der Heidelberger Universität lehrend tätig, ab 1931 als außerordentlicher, ab 1935 als ordentlicher Professor. Sein Buch über das deutsche Nationaldenkmal wurde 1934 von der Reichsschrifttumskammer als „Buch des Monats“ ausgezeichnet. Zu seiner Arbeit vor der Machtübergabe an die Nationalsozialisten schrieb sein Dekan Hermann Güntert 1935 an den Rektor: „Stets hat sich Schrade im völkischen Geiste betätigt und wurde eben deshalb in der liberalistischen Zeit früher von allen Seiten unterdrückt“. Schrade trat 1933 dem Kampfbund für deutsche Kultur bei und propagierte in martialischer Sprache die nationalsozialistische Revolution. Der aus Hamburg vertriebene Kunsthistoriker Erwin Panofsky warnte seine Kollegen an der Basler Universität ausdrücklich vor dem Denunzianten Schrade.
Im Jahr 1937, nach der Lockerung der Mitglieder-Aufnahmesperre der NSDAP, konnte er Mitglied der NSDAP werden. An der Amtsenthebung August Grisebachs, der wegen seiner Ehefrau Hanna als „jüdisch versippt“ galt, war er wesentlich beteiligt. Schrade wurde daraufhin 1938 in Heidelberg Ordinarius. Seit 1939 war Schrade in zweiter Ehe mit der in der Reichsstudentenschaft aktiven Inge Wolff verheiratet. Nach einem Semester Tätigkeit am Hamburger kunstgeschichtlichen Seminar hatte Schrade vom 1. August 1941 bis Kriegsende den kunstgeschichtlichen Lehrstuhl an der Reichsuniversität Straßburg inne, seine Hochschulassistentin dort war Gertrud Rinner. In Straßburg war er Dekan der Philosophischen Fakultät und Prorektor. Er floh im November 1944 mit seiner Frau aus Straßburg. Nach der Verlagerung der Frontuniversität nach Tübingen übernahm er dort noch kurzzeitig die Rektoratsgeschäfte. Schrade war Herausgeber der während im Nationalsozialismus kurzzeitig im Kohlhammer-Verlag Stuttgart erschienenen Zeitschrift Das Werk des Künstlers (1939–1942).
Nach der deutschen Kapitulation versäumte es die französische Besatzungsmacht, die Straßburger Professoren in die Säuberungsmaßnahmen der Tübinger Universität einzubeziehen. Schrade wurde von der Spruchkammer Tübingen, die fast immer auf Mitläufer erkannte, am 12. Juli 1949 als „Mitläufer ohne Maßnahmen. Gegen die Ausübung einer Lehrtätigkeit an deutschen Hochschulen bestehen keine politischen Bedenken.“ entnazifiziert. Sein Heidelberger Doktorand Erwin Wickert (1915–2008) hatte ihn mit einem „Persilschein“ entlastet. In der Sowjetischen Besatzungszone wurden 1946 seine Werke Bauten des Dritten Reiches, Das deutsche Nationaldenkmal und Schicksal und Notwendigkeit der Kunst auf die Liste der auszusondernden Literatur gesetzt.
Trotz seiner nationalsozialistischen Vergangenheit berief ihn die Universität Tübingen 1954 als Nachfolger von Georg Weise zum Leiter des Kunsthistorischen Instituts, wo er bis zu seiner Emeritierung 1965 lehrte. Seit 1936 war er Mitglied der Heidelberger Akademie der Wissenschaften.

## Schriften (Auswahl)
- Stephan Lochner (= Kompendien zur deutschen Kunst. Band 2). Verlag der Wissenschaften O. C. Recht & Dr. Noether, München 1923.
- Tilman Riemenschneider. 2 Bände, Hain-Verlag, Heidelberg 1927.
- Ikonographie der christlichen Kunst. Die Sinngehalte und Gestaltgsformen. Teil 1: Die Auferstehung Christi. Walter de Gruyter, Berlin/Leipzig 1932 (mehr nie erschienen).
- Das deutsche Nationaldenkmal. Idee, Geschichte, Aufgabe. Langen/Müller, München 1934.
- Schicksal und Notwendigkeit der Kunst (= Weltanschauung und Wissenschaft. Band 4). Armanen-Verlag, Leipzig 1936.
- Heidelberg. 16 einfarbige und 1 mehrfarbige Tafel mit erläuterndem Text von Hubert Schrade (Deutsche Kunst. Sonderheft). Angelsachsen-Verlag, Bremen/Berlin 1936 (englische Übersetzung 1940).
- Der Dom zu Naumburg. 24 Tafeln in Kupfertiefdruck mit erläuterndem Text von Hubert Schrade (Deutsche Kunst. Sonderheft). Angelsachsen-Verlag, Bremen/Berlin 1936.
- Die heldische Gestalt in der deutschen Kunst: 48 Bilder. Ausgewählt und beschrieben von Hubert Schrade (= Die kleine Bücherei. Nummer 201). Albert Langen/Georg Müller, München 1937.
- Das deutsche Gesicht in Bildern aus acht Jahrhunderten deutscher Kunst: 48 Bilder. Ausgewählt und beschrieben von Hubert Schrade (= Die kleine Bücherei. Nummer 202). Albert Langen/Georg Müller, München 1937.
- Bauten des Dritten Reiches (= Mevers Bild-Bändchen. Nummer 35). Bibliographisches Institut, Leipzig 1937.
- Baum und Wald in Bildern deutscher Maler: 50 Bilder. Ausgewählt und beschrieben von Hubert Schrade (= Die kleine Bücherei. Nummer 203). Albert Langen/Georg Müller, München 1937.
- Sinnbilder des Reiches: 48 Bilder. Ausgewählt und beschrieben von Hubert Schrade (= Die kleine Bücherei. Nummer 213). Albert Langen/Georg Müller, München 1938.
- Sinnbilder des Lebens in der deutschen Kunst: 48 Bilder. Ausgewählt und beschrieben von Hubert Schrade (= Die kleine Bücherei. Nummer 214). Albert Langen/Georg Müller, München 1938.
- Hans Thoma: Leben und Kunst. Aus Briefen und Tagebüchern. Ausgelesen von Hubert Schrade (= Die kleine Bücherei. Nummer 234). Albert Langen/Georg Müller, München 1941.
- Heidelberg und das Neckartal. Deutscher Kunstverlag, Berlin 1941.
- Bilder Himmels und der Erden. Eingeleitet von Hubert Schrade. Matthiesen, Tübingen 1948.
- Der verborgene Gott. Gottesbild und Gottesverstellung in Israel und im alten Orient. Kohlhammer, Stuttgart 1949.
- Götter und Menschen Homers. Kohlhammer, Stuttgart 1952.
- Malerei des Mittelalters: Gestalt, Bestimmung, Macht, Schicksal. Band 1: Vor- und frühromanische Malerei. Die karolingische, ottonische und frühsalische Zeit. DuMont Schauberg, Köln 1958.
- Die Vita des Heiligen Liudger und ihre Bilder (= Westfalen. Sonderheft 14). Aschendorff, Münster (Westfalen) 1960.
- Malerei des Mittelalters: Gestalt, Bestimmung, Macht, Schicksal. Band 2: Die romanische Malerei. Ihre Maiestas. DuMont Schauberg, Köln 1963 (Lizenzausgabe 1967; französische Übersetzung 1966).
- Franz von Assisi und Giotto (= DuMont Dokumente. Reihe 3). DuMont Schauberg, Köln 1964.
- Die Wirklichkeit des Bildes. Was ist, will und vermag ein Bild? Vortrag, gehalten an dem Mentorenabend der Carl-Friedrich-von-Siemens-Stiftung in München-Nymphenburg am 11. November 1965 (= Themen. Nummer 10). Carl-Friedrich-von-Siemens-Stiftung, München 1965.
- Einführung in die Kunstgeschichte. Kohlhammer, Stuttgart 1966.
- Deutsche Maler der Romantik. DuMont Schauberg, Köln 1967 (Lizenzausgaben 1968, 1969 und 1977).